# Rubin Seigers
Rubin Seigers, né le 11 janvier 1998 à Balen en Belgique, est un footballeur belge qui joue au poste de défenseur central ou de milieu défensif au KVC Westerlo.

## Biographie

### En club
Issu du centre de formation du KRC Genk, il fait ses débuts le 17 mai 2017 en Plays-off II avec ce club contre le KSV Roulers, en remplaçant Jakub Brabec à la 61e minute de jeu.
Presque deux ans jour pour jour après sa première apparition sous le maillot limbourgeois, il devient champion de Belgique avec son club formateur.

### En équipe nationale
Avec les moins de 17 ans, il participe au championnat d'Europe des moins de 17 ans en 2015. Lors de cette compétition, il joue cinq matchs. Il inscrit un but lors de la demi-finale perdue aux tirs au but face à l'équipe de France. Il dispute ensuite quelques mois plus tard la Coupe du monde des moins de 17 ans organisée au Chili. Lors du mondial junior, il joue cinq matchs. La Belgique se classe troisième du mondial.

## Statistiques
| Saison                | Club                  | Championnat           | Championnat | Championnat | Coupe(s) nationale(s) | Coupe(s) nationale(s) | Compétition(s) continentale(s) | Compétition(s) continentale(s) | Compétition(s) continentale(s) | Total | Total |
| Saison                | Club                  | Division              | M.          | B.          | M.                    | B.                    | Comp.                          | M.                             | B.                             | M.    | B.    |
| 2016-2017             | KRC Genk              | Division 1A           | 2           | 0           | 0                     | 0                     | C3                             | 0                              | 0                              | 2     | 0     |
| 2017-2018             | KRC Genk              | Division 1A           | 0           | 0           | 0                     | 0                     | -                              | 0                              | 0                              | 0     | 0     |
| 2018-2019             | KRC Genk              | Division 1A           | 4           | 0           | 1                     | 0                     | C3                             | 2                              | 0                              | 7     | 0     |
| Sous-total            | Sous-total            | Sous-total            | 6           | 0           | 1                     | 0                     | -                              | 2                              | 0                              | 9     | 0     |
| Total sur la carrière | Total sur la carrière | Total sur la carrière | 6           | 0           | 1                     | 0                     | -                              | 2                              | 0                              | 9     | 0     |

## Palmarès

### En club
|  |  | KRC Genk - Championnat de Belgique (1) : - Champion : 2019. |

### En sélections nationales
|  |  | Belgique -17 ans - Coupe du monde -17 ans : - Troisième : 2015. |